# Lysthaugen
Lysthaugen este o localitate din comuna Verdal, provincia Nord-Trøndelag, Norvegia, cu o suprafață de 0,25 km² și o populație de 330 locuitori (2013).